# Pierre Imbert Drevet

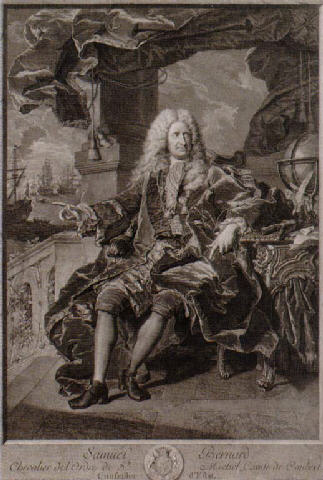
Porträtt av Samuel Bernard, kopparstick efter målning av Hyacinthe Rigaud.

Pierre Imbert Drevet, född 22 juni 1697, död 27 april 1739, var en fransk grafiker. Han var son till kopparstickaren Pierre Drevet.
Drevet var medhjälpare till sin far, och utförde flera av sina verk i nära samarbete. Han nådde höjdpunkten i sin produktion med ett stick efter Hyacinthe Rigauds portratt av Jacques Bénigne Bossuet.